# Caenis parabrevipes
Caenis parabrevipes is een haft uit de familie Caenidae. De wetenschappelijke naam van de soort is voor het eerst geldig gepubliceerd in 1992 door Malzacher.
De soort komt voor in het Palearctisch gebied.